# ピーチ (ポップ・バンド)
ピーチ（英: Peach）は、イギリスの3人組ポップ／ダンス／エレクトロバンドである。1995年にロンドンで結成され、アメリカ国内ではピーチ・ユニオン（英: Peach Union）名義で活動していた。1990年代中後期に数枚のシングルを出しており、とりわけ1997年のヒット曲「オン・マイ・オウン」は最も知名度の高いシングルである。

## 来歴
ピーチは、作曲家のポール・ステイサムと音楽プロデューサーのパスカル・ガブリエルにシンガーソングライターのリサ・ラムを迎え、ロンドンを拠点に結成した。ピーチ結成以前のラムは、ロンドンでソロのシンガーソングライターとして活動しており、1995年にはドラムンベース曲「サマー・ブリーズ」を発売した傍ら、ジャズシンガーとしても働いていた。一方、ステイサムはその頃からすでに旧バウハウスのメンバーピーター・マーフィーと共に幅広く音楽活動をしており、ガブリエルも特にエス・エクスプレスやボン・ザ・バスでの活動によってポップミュージックやダンスミュージック業界での長い経歴を有していた。
1998年にはピーチ唯一のオリジナルアルバムとなる『オーディオピーチ』をミュート／エピック・レコードより発売。アルバムは当時、概ね肯定的評価を受けた。特にその収録曲「オン・マイ・オウン」はイギリスの全英チャートで69位、アメリカのビルボードホット100で39位を記録したばかりでなく、イスラエルとスウェーデンで1位、カナダとメキシコで2位を記録するなど非英語圏を含む海外でのランキングチャートでもヒットしている。この曲は、映画『スライディング・ドア』の劇中歌としても使用されたほか、1998年5月27日には日本語に訳詞されたバージョンがIZAM with ASTRAL LOVEの「素直なままで」として発売された。その後、ピーチはフォローアップ・アルバムなどは一切発表せず解散した。
解散後、ガブリエルとステイサムは数年間にわたって共に音楽活動を続け、ダイドやカイリー・ミノーグを始めとした様々なアーティストに対し楽曲の提供やプロデュースをするなど幅広く活動している。

## 作品

### シングル
| 日付       | 題名                                         | イギリスチャート最高位 |
| ---------- | -------------------------------------------- | ---------------------- |
| 1996年9月  | 「オン・マイ・オウン」                       | 78                     |
| 1996年11月 | 「フロム・ディス・モーメント・オン」         | 122                    |
| 1997年10月 | 「メイド・イン・ヴェイン」（ウィズドローン） | N/A                    |
| 1997年11月 | 「オン・マイ・オウン」（再発）               | 69                     |
| 1998年7月  | 「ソロー・タウン〜悲しみの街で」             | -                      |

### アルバム
| 日付      | 題名                 |
| --------- | -------------------- |
| 1998年6月 | 『オーディオピーチ』 |